# Victor Feguer
Victor Harry Feguer, né en 1935 et mort le 15 mars 1963, est le dernier condamné à mort exécuté aux États-Unis avant le rétablissement de la peine capitale au niveau fédéral en 1988. Il était le dernier condamné à mort exécuté dans l'État de l'Iowa avant l'exécution de Timothy McVeigh.

## Meurtre et procès
Originaire du Michigan, travailleur itinérant, Feguer arrive durant l'été 1960 à Dubuque (Iowa) où il loue une chambre. Il contacte ensuite par téléphone un docteur, Edward Bartels, et lui demande de le rejoindre dans sa chambre pour porter secours à une femme. Arrivé sur les lieux, Bartels est kidnappé par Feguer puis abattu un peu plus tard en Illinois. Le corps fut retrouvé par les autorités locales, Bartels avait été tué d'une balle dans la tête. L'enquête commença.
Feguer est arrêté, quelques jours après avoir commis son crime, à Montgomery (Alabama), en essayant de revendre la voiture de sa victime : c'est ce qui le trahit.
Le motif n'est pas clair mais les enquêteurs supposent que Feguer souhaitait avoir accès aux médicaments du médecin dans le but de se droguer : à l'inverse, Feguer affirma pour sa défense n'avoir pas tué Bartels mais bien au contraire l'avoir défendu contre un toxicomane en manque originaire de Chicago. Feguer déclara avoir tué cet homme en cherchant à défendre Bartels. On ne retrouva jamais le corps de ce supposé criminel.
La juridiction criminelle compétente relevait du niveau fédéral étant donné que Feguer transporta le corps de la victime sur plusieurs États.

## Exécution
Condamné à la pendaison, Feguer fit appel mais sa demande fut rejetée. Harold Hughes, gouverneur de l'Iowa et farouchement opposé à la peine capitale, contacta le président John Fitzgerald Kennedy pour qu'il exerce son droit de grâce mais celui-ci refusa.
Alors qu'il était conduit à travers le couloir de la mort, Victor Feguer demanda une simple olive avec noyau (en espérant qu’un olivier pousse de sa tombe pour symboliser la paix).
La peine de mort reste abolie en Iowa depuis 1965.